# Carapichea
Carapichea (лат.) — род тропических растений из семейства Мареновые (Rubiaceae), распространённых по территории Южной и Центральной Америки. Наиболее известный представитель рода — Ипекакуана до последнего времени относился к близкому роду Психотрия (Psychotria). 

## Виды
Род включает 6 видов
- Carapichea affinis (Standl.) L.Andersson
- Carapichea dolichophylla (Standl.) C.M.Taylor
- Carapichea guianensis Aubl.
- Carapichea ipecacuanha (Brot.) L.Andersson — Ипекакуана
- Carapichea ligularis (Rudge) Delprete
- Carapichea lucida J.G.Jardim & Zappi